# Yazılıkaya
Yazılıkaya (Turks voor gegraveerde steen) is een heiligdom van Hattusa, de hoofdstad van het Hettitische Rijk. Het bevindt zich in de huidige Turkse provincie Çorum. Sinds 1986 staat het heiligdom, samen met Hattuša, vermeld op de Werelderfgoedlijst van UNESCO.
Het was een heilige plaats voor de Hettieten die in de nabijgelegen stad Hattusa woonden. Het meest indrukwekkende onderdeel vormen de in rotsen uitgehakte reliëfs die de goden van het Hettitische pantheon uitbeelden. Er zijn ook heilige plaatsen naast de reliëfs gebouwd. Men gelooft dat er op deze plaats jaarwisselingsfeesten gehouden werden. De heiligdommen werden vanaf de 15e eeuw v.Chr. gebruikt, maar de meeste reliëfs dateren van de regering van de Hettitische koningen Tudhaliya IV en Suppiluliuma II aan het einde van de 13e eeuw v.Chr..

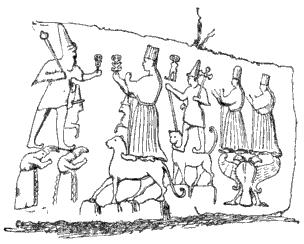
Centraal reliëf gebeeldhouwd onder koning Tudhaliya IV (1240-1215 v.C). Van links naar rechts: de stormgod van de Hurrieten Teshub op twee berggoden, de Hurriteische zonnegodin Hebat (ook wel bekend als Aruna of Arinna) op een katachtige, hun zoon Sharruma op een katachtige, twee vrouwelijke godinnen op een tweekoppige adelaar.

Volgens archeologen Eberhard Zangger en Rita Gautschy is het een maankalender en zonnekalender. Tezamen met Ewin Krupp en Serkan Demirel publiceeren zij in 2021 een onderzoek in Journal of Skyscape Archaeology over de religieuze betekenis van het complex; een weergave van de kosmos met hemel, aarde en onderwereld
- Kamer A staat voor de aarde en hemel; twaalf identieke mannengoden staan voor de twaalf maanden, dertig godheden markeren de 29 of 30 dagen in een maand en de negentien vrouwelijke godheden (waarvan nog zeventien over zijn) staan voor de tijd die nodig is om zon- en maankalender gelijk te laten lopen. Aan de noordzijde van deze kamer is een beeldengroep die geen kalenderfunctie heeft; Tesjub (stormgod) en zijn vrouw Hebat (zonnegodin Arinna) zijn hier afgebeeld met andere godheden. Het zou volgens de onderzoekers staan voor de noordelijke hemel met axis mundi.
- Kamer B staat voor de onderwereld, Nergal wordt hier afgebeeld tezamen met andere onderwereldgoden. Het zou gerelateerd kunnen zijn aan de begrafeniscultus van Tudhaliya IV, want deze koning is ook afgebeeld. Kamer A en B zijn duidelijk gescheiden, de grens wordt bewaakt door twee chimairen.

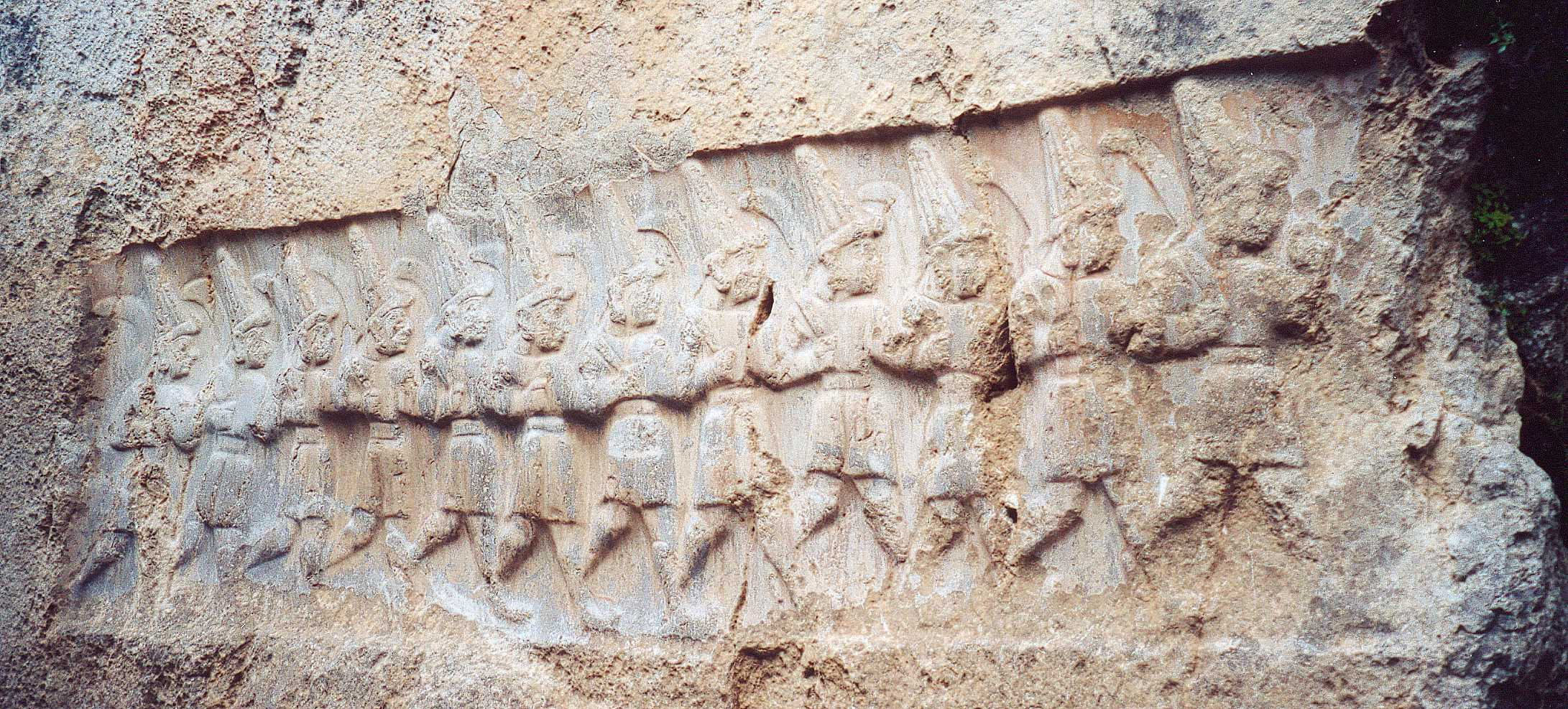
Reliëf met de twaalf goden van de onderwereld.